# Ius civile vigilantibus scriptum est
Ius civile vigilantibus scriptum est (z łac. prawo cywilne napisane jest dla czuwających) – łacińska paremia pochodząca z prawa rzymskiego, zgodnie z którą prawo cywilne tworzone jest dla ludzi starannych. Prawo cywilne wymaga zatem dbałości zainteresowanego o swoje prawa, gdyż prawa służą osobom starannym - dbającym o swoje sprawy, a nie drzemiącym - zaniedbującym (iura vigilantibus, non dormientibus prosunt – prawa dają korzyść czuwającym, nie śpiącym). Każdy powinien interesować się swoją sytuacją prawną i ponosić konsekwencje swoich zaniedbań.
Ius civile vigilantibus scriptum est to ogólna zasada prawa materialnego i procesowego, zobowiązująca stronę do dbałości o swoją sprawę. Prawo cywilne zapewnia ochronę tym, którzy korzystają z przysługującego im prawa. Z drugiej strony wynika z niej, że nikt nie powinien być zmuszony do obrony swych praw wbrew swej woli (vigilantibus iura scripta sunt – dla czuwających prawa są napisane). W toku procesu cywilnego rygorystyczne egzekwowanie zasady vigilantibus iura scripta sunt sprzyja pobudzeniu aktywności stron, eliminowaniu nader szkodliwego w stosunkach procesowych zjawiska, jakim jest pasywne nastawienie strony do sprawy, przejawiające się biernym wyczekiwaniem na działania sądu z urzędu, a zwalczając apatię procesową przeciwdziała zarazem przewlekłości postępowania. Polski proces cywilny w aktualnie obowiązującym kształcie w zasadzie opiera się na modelu kontradyktoryjnym. Najogólniej mówiąc, model taki zakłada, iż do prawdy i słusznego rozstrzygnięcia dochodzi się, opierając się wyłącznie na twierdzeniach, argumentach i dowodach przedstawionych przez obie strony. Przyjmuje się, że podstawowymi cechami tego modelu są: równość stron, swobodne dysponowanie roszczeniami, związanie sądu żądaniem strony oraz zasada vigilantibus iura sunt scripta.
Charakter dyscyplinujący omawianej zasady uwidocznia się m.in. w aksjologicznym uzasadnieniu przedawnienia, jako że prawo otacza ochroną ludzi uważnych oraz zasiedzenia, wszakże właściciel, który nie dostrzega zasiadywania nieruchomości, zamykając oczy na rzecz oczywistą i jawne fakty, musi ponieść negatywne konsekwencje swej nieuważności.
W orzecznictwie europejskim maksyma ius civile vigilantibus scriptum est jest powoływana jako paremia znana we wszystkich systemach prawnych czy też szeroko uznana w europejskiej kulturze prawnej. Sądy polskie niemal zawsze przywołują paremię jako wyraz zobowiązania do dbałości o swoją sprawę, kryterium należytej staranności przy realizacji własnych uprawnień czy też podkreślenie tego, że prawo napisano dla wykazujących należytą staranność. Szerokie uznanie argumentacyjnego potencjału maksymy było wynikiem długiego procesu. Przypisanie maksymie funkcji uzasadnienia ujemnych skutków niestaranności w wykonywaniu swoich uprawnień uczyniło ją z czasem szeroko uznaną regułą argumentacyjną, a nawet zasadą prawa.